# Achille Grospierre
Achille Grospierre (* 25. Mai 1872 in Le Locle; † 10. Dezember 1935 in Bern) war ein Schweizer Gewerkschafter, Uhrmacher und Politiker (SP). Von 1917 bis 1935 gehörte er dem Nationalrat an.

## Biografie
Nach seiner obligatorischen Schulzeit in Le Locle absolvierte Grospierre wie sein Vater vor ihm eine Uhrmacherlehre. Er war ab 1903 Sekretär des Schalenmacherverbands (Gewerkschaft der Uhrengehäuse-Handwerker), danach ab 1910 deren Präsident. Ab 1912 war er unter Émile Ryser Sekretär des Uhrenarbeiterverbands Fédération des ouvriers de l’industrie horlogère. 1915 gehörte er zu den Mitiniatoren des Schweizerischen Metall- und Uhrenarbeiterverband (Smuv) und leitete dessen Zentralsekretariat in Bern. Darüber hinaus war er Redaktor bei der Arbeiterzeitung Lutte Syndicale.
Von 1903 bis 1915 war Grospierre Mitglied des Gemeindeparlaments und des Gemeinderats von Le Locle. Während derselben Zeit gehörte er dem Grossen Rat des Kantons Neuenburg an. 1913 kandidierte er erstmals als Nationalrat, als er zu einer Nachwahl im Kanton Neuenburg antrat und dabei Auguste Leuba unterlag. Erfolgreich war er hingegen bei den Nationalratswahlen 1917 im Wahlkreis Südjura. Fünfmal in Folge wurde er im Kanton Bern wiedergewählt. 1932 trat er als Nationalrat zurück, Smuv-Zentralsekretär blieb er bis zu seinem Tod.